# Італія в Європейському Союзі
Відносини між Італійською Республікою та Європейським Союзом — це вертикальні відносини між наднаціональною організацією та однією з її держав-членів.

## Історія
Італія була членом-засновником ЄСВС. Договір про створення Європейського економічного співтовариства був підписаний у Римі в 1957 році. Італія брала участь у всіх основних етапах європейського будівництва і сьогодні має один із найвищих рівнів інтеграції.

## Сучасні відносини

### Економічні зв'язки
У 2018 році між урядовою коаліцією в Італії на чолі з Маттео Сальвіні та Луїджі ді Майо виникла суперечка з різними органами Європейського Союзу щодо бюджету Італії. Пропозиції Ліги та Руху п'яти зірок фактично суперечили положенням європейських договорів.
На початку 2021 року Італія подавала запит на отримання гранту від ЄС. Заявка була схвалена. Кошти поступатимуть частинами до 2026 року. Тому експерти прогнозують зростання ВВП країни від 4 до 5%.
Економіка Італії пережила нелегкі часи в період пандемії коронавірусу. Країна більше ніж на півроку залишалася паралізованою. Особливо постраждав приватний малий бізнес, ресторани і туризм. Кредити від ЄС повинні допомогти відновити нормальне функціонування економіки.
2021 рік дав поштовх до розвитку країни. Передусім, ожив туризм, хоча число туристів після пандемії набагато менше, ніж в попередні роки. Проте зріс показник внутрішнього туризму. Кілька років тому Італія вважалася слабкою ланкою в ЄС із-за великого державного боргу, слабкого зростання ВВР і постійної відмови від реалізації реформ. Італійський ВВП відносно відповідного показника сусідніх країн росте набагато активніше і впевненіше.